# Gonocephalus chamaeleontinus
Gonocephalus chamaeleontinus är en ödleart som beskrevs av  Laurenti 1768. Gonocephalus chamaeleontinus ingår i släktet Gonocephalus och familjen agamer. Inga underarter finns listade i Catalogue of Life.